# 義俊
義俊（ぎしゅん、永正10年〈1513年〉？ - 永禄10年〈1567年〉）は、戦国時代の僧、連歌師。大覚寺の門跡で、大覚寺義俊とも呼ばれる。父は関白・近衛尚通。兄に近衛稙家、聖護院門跡道増、妹に将軍・足利義晴の正室で、義輝・義昭の母の慶寿院がいる。

## 生涯

### 大覚寺門跡
関白・近衛尚通の子として生まれる。生年については、永正元年（1504年）とする説や永正10年（1513年）5月8日の誕生とする説がある。
永正13年（1516年）に得度し、大覚寺門主・性守の付弟となった。
享禄2年（1529年）に大覚寺門跡に就任。この翌年の享禄3年（1530年）11月、押し入った盗人により性守が殺害されるという事件が起きる。また、この前後の大覚寺では、大永8年（1528年）5月、幕府により殿社没収の沙汰を受け、同年7月に柳本賢治の兵により堂舎が破却され、天文5年（1536年）9月に木沢長政勢により放火されるといった事件が起きている。
天文7年（1538年）3月、僧正となり、天文8年（1539年）4月、大僧正と准三后に任じられた。
天文17年（1548年）10月には大元別当職を競望しており、天文20年（1551年）10月に四天王寺の別当職を兼任している。

### 将軍家外戚として
天文3年（1534年）に義俊の妹（のちの慶寿院）が将軍・足利義晴に嫁ぐと、外戚という立場になる近衛家が義晴期や次代の義輝期の幕政を支える体制となり、義俊は幕府・大名間の取次の役割などを果たすことになる。
天文6年（1537年）前後、義俊は義晴の意を受け越前の朝倉孝景やその被官・前波七郎右兵衛尉（吉長か）に書状を送っており、義晴と朝倉氏の間の交渉を担っていた（『三宝院伝法灌頂密印』紙背文書）。またこの頃、朝倉氏が関与した加賀一向一揆内部の争いの影響により越前・加賀間の通行が制限されていたが、本願寺や朝倉氏に対する通路開放の交渉には義俊が携わっていた。天文8年（1539年）6月晦日、義俊は義晴の命で越前に下向して灌頂を行っている。
朝倉家との関係以外に、天文10年（1541年）、仁木長家の依頼により長家の左京大夫任官を幕府に求め、天文14年（1545年）には相良義滋が義晴の一字を拝領するのに尽力していた。天文15年（1546年）、細川晴元と細川氏綱が争う中、義晴は氏綱との連携を模索し氏綱方の河内守護代・遊佐長教と音信するが、義俊がその仲介を行った。天文19年（1550年）2月には、長尾景虎（上杉謙信）が幕府から白傘袋・毛氈鞍覆の免許を与えられるのに際して仲介役を果たし、義晴没後の天文21年（1552年）、景虎の弾正少弼任官にも尽力して、銅銭1,000疋の御礼を受け取った。永禄3年（1560年）、豊後の大友義鎮が左衛門督に任官したが、その交渉にも義俊が関わっていた。
永禄3年（1560年）2月には、老齢となっていた武家伝奏・勧修寺尹豊の再任を巡って、朝廷が義俊を通じて将軍・義輝の意向を確認しており、通常、将軍と主従関係にある室町殿昵近公家衆が行う朝幕間折衝を義俊が務めることがあったことがわかる。
義俊は対外的な活動以外に、幕府内部での裁定にも関わっていた。永禄3年（1560年）と4年（1561年）に起きた浄土真宗高田派の内部対立による相論では、一方の堯慧（堯恵）派を義俊が支持し、もう一方の真智派を大館晴光が支援することとなった。最終的に堯慧派が完全勝訴を果たしたことから、将軍の外戚である近衛一族の義俊の影響力が、義晴以来の重臣である大館晴光を上回っていたことがうかがえる。
また、近衛家が将軍家と密接な関係を築いていたこともあり、天文18年（1549年）6月に足利義晴・義輝父子が三好長慶に追われて近江国坂本に逃れた際は、義俊は兄弟の近衛稙家や聖護院道増、久我晴通、稙家の子の晴嗣（前久）らとともにそれに付き従った。

### 戦乱・政変と晩年の義俊
永禄5年（1562年）5月、幕府と結びつく三好長慶と河内守護・畠山高政の間で合戦が行われ、畠山方が大敗した（教興寺の戦い）。大館晴光によると、義俊はこのとき越前に向かうため、伊勢貞孝・貞良父子や京都に残っていた奉公衆とともに近江国坂本に逃れたという（『大館記』）。
この戦いの際の義俊については、三好方にいた将軍・義輝と分かれ、伊勢貞孝父子や大館晴光らとともに畠山氏に味方していたともされる。その一方で、義俊や大館晴光のその後の地位に変化がないことなどから両名は畠山氏と連携していなかったとも考えられ、越前下向が元々予定されていたものだった可能性や、単に戦乱を避けるため越前に逃れたとの可能性も考えられる。
越前に移った義俊は、同年7月には一乗谷に滞在していたとみられ、8月21日、朝倉義景より曲水の宴開催による饗応を受けている。その後義俊は同国敦賀に赴いた。
永禄7年（1564年）までに義俊は上洛。同年1月には兄の稙家の子の義性（尊信）の名が「大覚寺新門主」として史料に現れ、世代交代を果たしている。晩年の義俊は嵯峨北山に称念寺を営み、自身も称念寺と号した。
永禄7年（1564年）3月、将軍・義輝が越後の上杉輝虎（謙信）と相模の北条氏康の和睦を斡旋した際、義俊は義輝の意向を現地に伝える役割を果たした。
永禄8年（1565年）5月、三好義継らの軍勢が将軍御所を襲撃し、義輝が殺害された（永禄の変）。この時、殿中にいた義輝の実母で義俊の妹の慶寿院が自害している。
義俊はこれを受け、義輝の弟で一乗院門跡の覚慶（のちの義秋、義昭）の擁立を図った。畠山氏とともに越後の上杉輝虎に上洛するよう働きかけ、若狭武田氏にも同様に上洛を促した。同年秋、丹波の薬師寺氏や柳本氏らが京都に侵攻し三好方と戦闘を行っているが、義俊は薬師寺氏らと連携していたとみられ、9月16日、妙蓮寺に対し薬師寺弼長と大覚寺門跡からそれぞれ禁制が発給されている。10月12日には二尊院にも禁制が出されており、「称念寺殿奉行」との押紙が付されていることから義俊（称念寺）による禁制と考えられる。同年10月に覚慶が近江国矢島に移って以後、義俊は上杉氏と北条氏の和睦調停の斡旋を担当するなど、上杉氏の上洛実現に向けて活動している。
永禄10年（1567年）1月12日、越前国敦賀にて死去した。

## 人物
義俊は和歌や連歌を好み、『源氏物語』を愛読していた。
享禄2年（1529年）2月、大覚寺で連歌会を催した。
天文24年（1555年）8月、紫式部が『源氏物語』を起筆したとの説がある石山寺に三条西公条が参る際、公条の源氏講釈を聴聞していた義俊は参加を申し出、公条・紹巴・宗養らとともに石山寺で千句連歌を行った。翌弘治2年（1556年）8月の大覚寺千句や、弘治3年（1557年）の千句、永禄元年（1558年）の何船百韻などにも参加している。